# GU
G.U. Co., Ltd. (яп. 株式会社ジーユー кабусики-гайся дзи:ю:) — японский производитель и розничная сеть повседневной одежды эконом-класса, по состоянию на 30 ноября 2023 года имеющая 472 магазина в разных странах мира. Он полностью принадлежит компании Fast Retailing, которая более известна как владелец розничной сети Uniqlo. Название является каламбуром слова дзию: (яп. 自由 свобода), означающего свободу от дорогостоящей одежды. Фирменным товаром является пара джинсов, которые стоят 990 иен.

## История

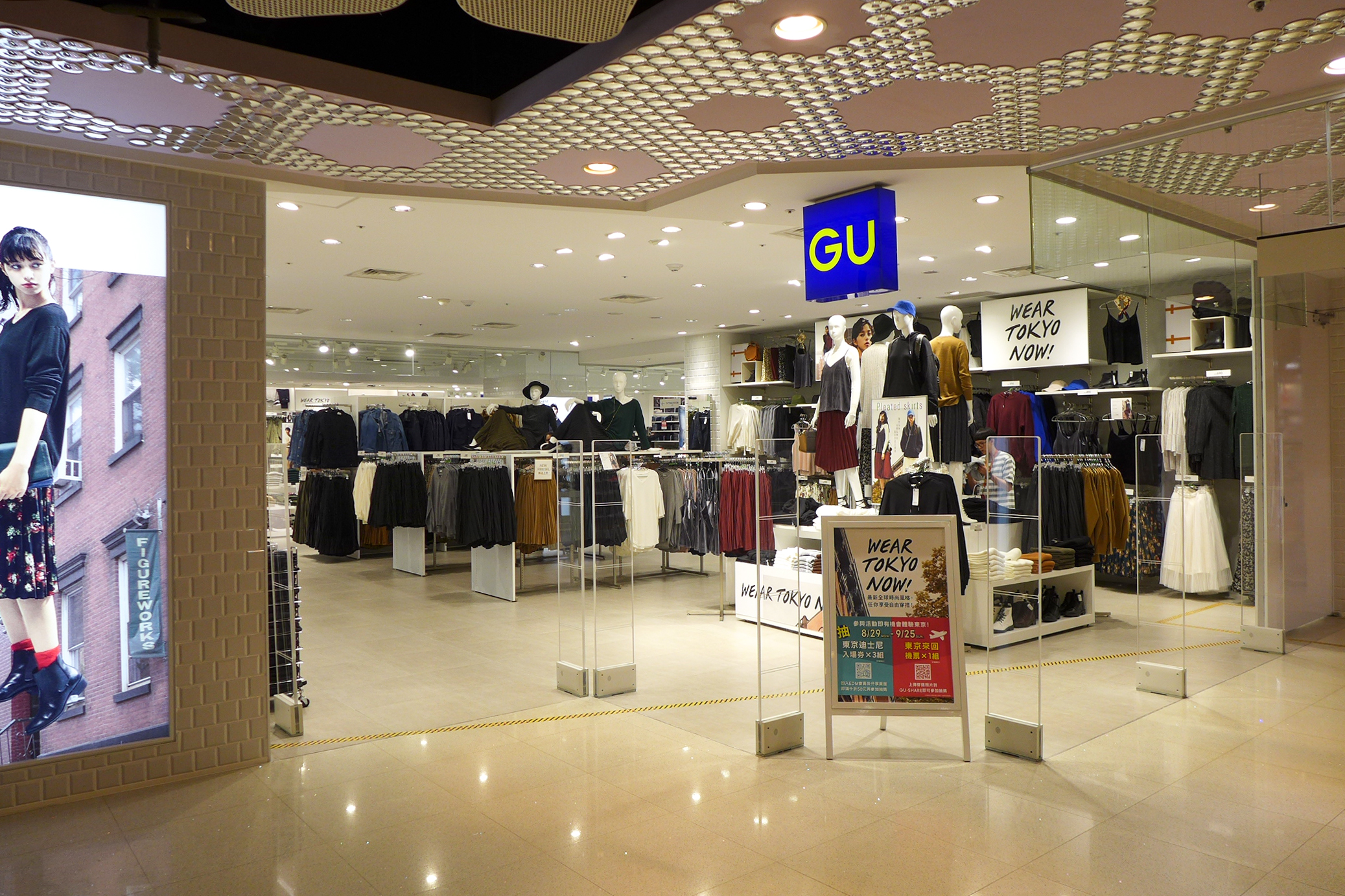
Магазин G.U. в Тайбэе в 2016 году

GU открыла свой первый магазин в Тибе в октябре 2006 года как более доступная сеть одежды, чем Uniqlo. Цены в G.U. примерно два в раза ниже, чем в Uniqlo. В апреле 2010 года сеть G.U. открыла интернет-магазин. За восемь лет с момента своего основания G.U. достигла годового объёма продаж более ста миллиардов иен. В 2013 году компания открыла свой первый зарубежный магазин в Шанхае, Китай. В 2015 году модель брюк «Гаучо», достигли рекорда сети, было продано около миллиона пар всего за два месяца. Сразу же среди молодых женщин распространилась репутация G.U. как законодателя моды и модника. В 2018 году G.U. открыла свой первый магазин в Южной Корее. В 2022 году G.U. открыла свой первый магазин в США, в Нью-Йорке.